# Atylostagma
Atylostagma is een kevergeslacht uit de familie van de boktorren (Cerambycidae). De wetenschappelijke naam van het geslacht werd voor het eerst geldig gepubliceerd in 1853 door White.

## Soorten
Atylostagma omvat de volgende soorten:
- Atylostagma glabra Schaeffer, 1909
- Atylostagma polita White, 1853